# Sindaci di Santa Maria Capua Vetere
Questa pagina è la cronotassi dei sindaci di Santa Maria Capua Vetere a partire dal 1943, data della liberazione di Santa Maria Capua Vetere dal dominio fascista.

## Lista dei Sindaci di Santa Maria Capua Vetere

### Regno delle Due Sicilie (1816-1861)
| Periodo | Periodo | Primo cittadino      | Partito | Carica  | Note |
| ------- | ------- | -------------------- | ------- | ------- | ---- |
| 1805    | 1806    | Pasquale Ciccarelli  |         | Sindaco |      |
| 1806    | 1809    | Domenico Di Napoli   |         | Sindaco |      |
| 1809    | 1811    | Pietro Benucci       |         | Sindaco |      |
| 1811    | 1812    | Francesco Paolella   |         | Sindaco |      |
| 1814    | 1816    | Pasquale Ciccarelli  |         | Sindaco |      |
| 1817    | 1819    | Domenico Di Napoli   |         | Sindaco |      |
| 1819    | 1820    | Giuseppe Casertano   |         | Sindaco |      |
| 1821    | 1828    | Girolamo Gallozzi    |         | Sindaco |      |
| 1828    | 1830    | Luigi Pirolo         |         | Sindaco |      |
| 1830    | 1833    | Giuseppe Gagliardi   |         | Sindaco |      |
| 1833    | 1837    | Girolamo Gallozzi    |         | Sindaco |      |
| 1837    | 1841    | Raffaele Oliver      |         | Sindaco |      |
| 1842    | 1844    | Pasquale Ciccarelli  |         | Sindaco |      |
| 1845    | 1846    | Giovanni Cappabianca |         | Sindaco |      |
| 1846    | 1851    | Girolamo Della Valle |         | Sindaco |      |
| 1851    | 1856    | Luigi Nicolini       |         | Sindaco |      |
| 1857    | 1860    | Pietro Benucci       |         | Sindaco |      |

### Regno d'Italia (1861-1946)
| Periodo | Periodo | Primo cittadino      | Partito | Carica                  | Note |
| ------- | ------- | -------------------- | ------- | ----------------------- | ---- |
| 1861    | 1862    | Girolamo Della Valle |         | Sindaco                 |      |
| 1863    | 1866    | Silvestro Cipullo    |         | Sindaco                 |      |
| 1867    | 1869    | Girolamo Della Valle |         | Sindaco                 |      |
| 1870    | 1879    | Pasquale Matarazzi   |         | Sindaco                 |      |
| 1879    | 1880    | Girolamo Della Valle |         | Sindaco                 |      |
| 1880    | 1887    | Gennaro Mesolella    |         | Sindaco                 |      |
| 1888    | 1891    | Pasquale Matarazzi   |         | Sindaco                 |      |
| 1891    | 1894    | Michele Della Valle  |         | Sindaco                 |      |
| 1894    | 1895    | Carlo Vetrella       |         | Sindaco                 |      |
| 1895    | 1898    | Francesco Sagnelli   |         | Sindaco                 |      |
| 1898    | 1899    | Michele Della Valle  |         | Sindaco                 |      |
| 1899    | 1900    | Pasquale Troiano     |         | Sindaco                 |      |
| 1900    | 1903    | Gaetano Caporaso     |         | Sindaco                 |      |
| 1903    | 1905    | Eugenio Liguori      |         | Sindaco                 |      |
| 1905    | 1910    | Michele Della Valle  |         | Sindaco                 |      |
| 1910    | 1913    | Corrado Fossataro    |         | Sindaco                 |      |
| 1913    | 1914    | Gaetano Caporaso     |         | Sindaco                 |      |
| 1914    | 1915    | Corrado Fossataro    |         | Sindaco                 |      |
| 1915    | 1917    | Pasquale Palmieri    |         | Sindaco                 |      |
| 1918    | 1919    | Corrado Fossataro    |         | Sindaco                 |      |
| 1920    | 1922    | Pasquale Troiano     |         | Sindaco                 |      |
| 1922    | 1924    | Eugenio Liguori      |         | Sindaco                 |      |
| 1924    | 1925    | Pasquale Cimmino     |         | Sindaco                 |      |
| 1925    | 1935    | Pasquale Fratta      |         | Podestà                 |      |
| 1935    | 1940    | Pasquale Vitale      |         | Podestà                 |      |
| 1940    | 1941    | Vincenzo D'Albore    |         | Podestà                 |      |
| 1941    | 1943    | Francesco Troiano    |         | Commissario Prefettizio |      |
| 1944    | 1946    | Tommaso Messore      |         | Sindaco                 |      |

Il 5 ottobre 1943 le truppe alleate liberano Santa Maria Capua Vetere dal dominio fascista. 
Il podestà, Francesco Troiano, amministra la città fino al 20 novembre giorno in cui subentra l'avv. Tommaso Messore in qualità di Commissario Prefettizio. Sempre Messore assumerà poi la qualifica di Sindaco nella Giunta Provvisoria sorta a seguito dell'ordinanza del Commissario Regionale della Commissione Alleata di Controllo del 15 marzo del 1944.

### Repubblica italiana (dal 1946)
Nel 1946 riprendono le elezioni comunali a Santa Maria Capua Vetere. Fino al 1993 il Sindaco era eletto dal Consiglio comunale tra i suoi membri. Con la riforma della legge elettorale dei Comuni viene invece scelto per elezione diretta, originariamente per 4 anni, diventati poi 5 nel 2001.

#### Sindaci eletti dal consiglio comunale (1946-1993)
| Nº   | Nº                | Ritratto                    | Nome                  | Mandato                       | Mandato                                      | Partito                       | Coalizione                                        | Coalizione                                   | Elezioni         | Carica                  |
| Nº   | Nº                | Ritratto                    | Nome                  | Inizio                        | Fine                                         | Partito                       | Coalizione                                        | Coalizione                                   | Elezioni         | Carica                  |
| ---- | ----------------- | --------------------------- | --------------------- | ----------------------------- | -------------------------------------------- | ----------------------------- | ------------------------------------------------- | -------------------------------------------- | ---------------- | ----------------------- |
| 1    |                   |                             | Pasquale Fortini      | 4 maggio 1946                 | 16 dicembre 1946                             | Democrazia Cristiana          |                                                   | Democrazia Cristiana                         | 7 aprile 1946    | Sindaco                 |
| 2    |                   | Ugo Celucci                 | 16 dicembre 1946      | 8 dicembre 1947               |                                              | Democrazia Cristiana          | Centro-sinistra "organico" (DC - PSI - PCI - PRI) |                                              | 7 aprile 1946    | Sindaco                 |
| 3    |                   |                             | Vittorio Verzillo     | 8 dicembre 1947               | 19 maggio 1948                               | Partito Repubblicano Italiano |                                                   | Centro-sinistra "organico" (PRI - PCI - PSI) | 23 novembre 1947 | Sindaco                 |
| 4    |                   |                             | Antonio Simoncelli    | 19 maggio 1948                | 5 giugno 1950                                | Partito Socialista Italiano   |                                                   | PSI - PCI                                    | 23 novembre 1947 | Sindaco                 |
| 4    | 5 giugno 1950     | 9 ottobre 1950              | Antonio Simoncelli    | Suppletive del 26 giugno 1949 |                                              | Partito Socialista Italiano   |                                                   | PSI - PCI                                    |                  | Sindaco                 |
| 4    | 9 ottobre 1950    | 16 giugno 1952              | Antonio Simoncelli    | Suppletive del 26 giugno 1949 |                                              | Partito Socialista Italiano   |                                                   | PSI - PCI                                    |                  | Sindaco                 |
| 5    |                   |                             | Armando Adinolfi      | 16 giugno 1952                | 18 giugno 1956                               | Partito Nazionale Monarchico  |                                                   | PNM - MSI                                    | 25 maggio 1952   | Sindaco                 |
| 6    |                   |                             | Simmaco Meinardi      | 18 giugno 1956                | 11 novembre 1958                             | Democrazia Cristiana          |                                                   | Centrismo (DC - PSDI)                        | 27 maggio 1956   | Sindaco                 |
| –    |                   |                             | Vittorio Trincucci    | 11 novembre 1958              | ?                                            | –                             |                                                   | –                                            | 27 maggio 1956   | Commissario prefettizio |
| –    |                   | Livio De Marinis            | ?                     | 21 dicembre 1960              |                                              | –                             |                                                   | –                                            | 27 maggio 1956   | Commissario prefettizio |
| 7    |                   |                             | Giuseppe Santonastaso | 21 dicembre 1960              | 19 luglio 1962                               | Democrazia Cristiana          |                                                   | Centrismo (DC - PLI)                         | 6 novembre 1960  | Sindaco                 |
| 7    | 19 luglio 1962    | 14 febbraio 1963            | Giuseppe Santonastaso | Centrismo (DC - PLI - PRI)    |                                              | Democrazia Cristiana          |                                                   |                                              | 6 novembre 1960  | Sindaco                 |
| 8    |                   | Domenicantonio De Francesco | 14 febbraio 1963      | 3 febbraio 1964               |                                              | Democrazia Cristiana          | Democrazia Cristiana                              |                                              | 6 novembre 1960  | Sindaco                 |
| 9    |                   | Silvio Mirra                | 3 febbraio 1964       | 3 febbraio 1965               |                                              | Democrazia Cristiana          | Democrazia Cristiana                              |                                              | 6 novembre 1960  | Sindaco                 |
| 10   |                   | Giuseppe Caiati             | 3 febbraio 1965       | 24 gennaio 1967               |                                              | Democrazia Cristiana          | Centro-sinistra "organico" (DC - PSI - PSDI)      | 22 novembre 1964                             |                  | Sindaco                 |
| (7)  |                   | Giuseppe Santonastaso       | 24 gennaio 1967       | 8 febbraio 1968               |                                              | Democrazia Cristiana          | Centrismo (DC - PLI)                              | 22 novembre 1964                             |                  | Sindaco                 |
| 11   |                   | Giuseppe Cappabianca        | 8 febbraio 1968       | 7 novembre 1969               |                                              | Democrazia Cristiana          | Centrismo (DC - PLI)                              | 22 novembre 1964                             |                  | Sindaco                 |
| 12   |                   | Prisco Zibella              | 7 novembre 1969       | 20 ottobre 1970               |                                              | Democrazia Cristiana          | Centro-sinistra "organico" (DC - PSI)             | 22 novembre 1964                             |                  | Sindaco                 |
| 12   | 20 ottobre 1970   | Prisco Zibella              | 23 ottobre 1971       |                               | Democrazia Cristiana                         | Democrazia Cristiana          | 7 giugno 1970                                     |                                              |                  | Sindaco                 |
| 12   | 23 ottobre 1971   | Prisco Zibella              | 30 settembre 1975     |                               | Centro-sinistra "organico" (DC - PSDI - PSI) | Democrazia Cristiana          | 7 giugno 1970                                     |                                              |                  | Sindaco                 |
| 12   | 30 settembre 1975 | Prisco Zibella              | 11 settembre 1980     |                               | Democrazia Cristiana                         | Democrazia Cristiana          | 15 giugno 1975                                    |                                              |                  | Sindaco                 |
| 12   | 11 settembre 1980 | Prisco Zibella              | 13 aprile 1981        | 8 giugno 1980                 | Democrazia Cristiana                         | Democrazia Cristiana          |                                                   |                                              |                  | Sindaco                 |
| 13   |                   | Aurelio Abbatecola          | 13 aprile 1981        | 8 giugno 1980                 | Democrazia Cristiana                         | Democrazia Cristiana          | 14 dicembre 1981                                  |                                              |                  | Sindaco                 |
| (11) |                   | Giuseppe Cappabianca        | 14 dicembre 1981      | 8 giugno 1980                 | Democrazia Cristiana                         | Democrazia Cristiana          | 12 luglio 1985                                    |                                              |                  | Sindaco                 |
| (11) | 12 luglio 1985    | Giuseppe Cappabianca        | 27 novembre 1986      | 12 maggio 1985                | Democrazia Cristiana                         | Democrazia Cristiana          |                                                   |                                              |                  | Sindaco                 |
| 14   |                   | Luigi Mercorio              | 27 novembre 1986      | 12 maggio 1985                | Democrazia Cristiana                         | Democrazia Cristiana          | 20 luglio 1990                                    |                                              |                  | Sindaco                 |
| 14   | 20 luglio 1990    | Luigi Mercorio              | 20 luglio 1990        | 6 maggio 1990                 | Democrazia Cristiana                         | Democrazia Cristiana          |                                                   |                                              |                  | Sindaco                 |
| 14   | 20 luglio 1990    | Luigi Mercorio              | 30 novembre 1992      | 6 maggio 1990                 | Democrazia Cristiana                         | Democrazia Cristiana          |                                                   |                                              |                  | Sindaco                 |
| 15   |                   | Vincenzo Calabritto         | 30 novembre 1992      | 6 maggio 1990                 | Democrazia Cristiana                         | Democrazia Cristiana          | 20 aprile 1993                                    |                                              |                  | Sindaco                 |
| –    |                   |                             | Giovanni D'Onofrio    | 6 maggio 1990                 | 20 aprile 1993                               | 5 dicembre 1993               | –                                                 |                                              | –                | Commissario prefettizio |

#### Sindaci eletti direttamente (dal 1993)
| Nº | Nº             | Ritratto       | Nome                  | Mandato                                         | Mandato          | Partito               | Coalizione | Coalizione                       | Elezioni         |
| Nº | Nº             | Ritratto       | Nome                  | Inizio                                          | Fine             | Partito               | Coalizione | Coalizione                       | Elezioni         |
| -- | -------------- | -------------- | --------------------- | ----------------------------------------------- | ---------------- | --------------------- | ---------- | -------------------------------- | ---------------- |
| 16 |                |                | Domenico De Pascale   | 5 dicembre 1993                                 | 16 novembre 1997 | Alleanza per la Città |            | Alleanza per la Città            | 5 dicembre 1993  |
| 17 |                |                | Vincenzo Iodice       | 16 novembre 1997                                | 26 maggio 2002   | L'Ulivo               |            | L'Ulivo                          | 16 novembre 1997 |
| 17 | 26 maggio 2002 | 27 maggio 2007 | Vincenzo Iodice       | 26 maggio 2002                                  |                  | L'Ulivo               |            | L'Ulivo                          |                  |
| 18 |                |                | Giancarlo Giudicianni | 27 maggio 2007                                  | 30 dicembre 2010 | La Margherita         |            | DL / PD                          | 27 maggio 2007   |
| –  |                |                | Luigi Pizzi           | 30 dicembre 2010                                | 15 maggio 2011   | –                     |            | Commissario prefettizio          |                  |
| 19 |                |                | Biagio Maria Di Muro  | 15 maggio 2011                                  | 2 dicembre 2015  | Indipendente          |            | Coalizione di liste civiche      | 15 maggio 2011   |
| –  |                |                | Michele Campanaro     | 2 dicembre 2015                                 | 5 giugno 2016    | –                     |            | Commissario prefettizio          |                  |
| 20 |                |                | Antonio Mirra         | 5 giugno 2016                                   | 4 ottobre 2021   | Indipendente          |            | Liste civiche di centro-sinistra | 5 giugno 2016    |
| 20 | 4 ottobre 2021 | in carica      | Antonio Mirra         | Coalizione di centro-sinistra (L.Civiche-NC-PD) | 3-4 ottobre 2021 | Indipendente          |            |                                  |                  |